# Arabis soyeri
Arabis soyeri är en korsblommig växtart som beskrevs av Georges François Reuter och A. Huet. Arabis soyeri ingår i släktet travar, och familjen korsblommiga växter.

## Underarter
Arten delas in i följande underarter:
- A. s. soyeri
- A. s. subcoriacea

## Bildgalleri

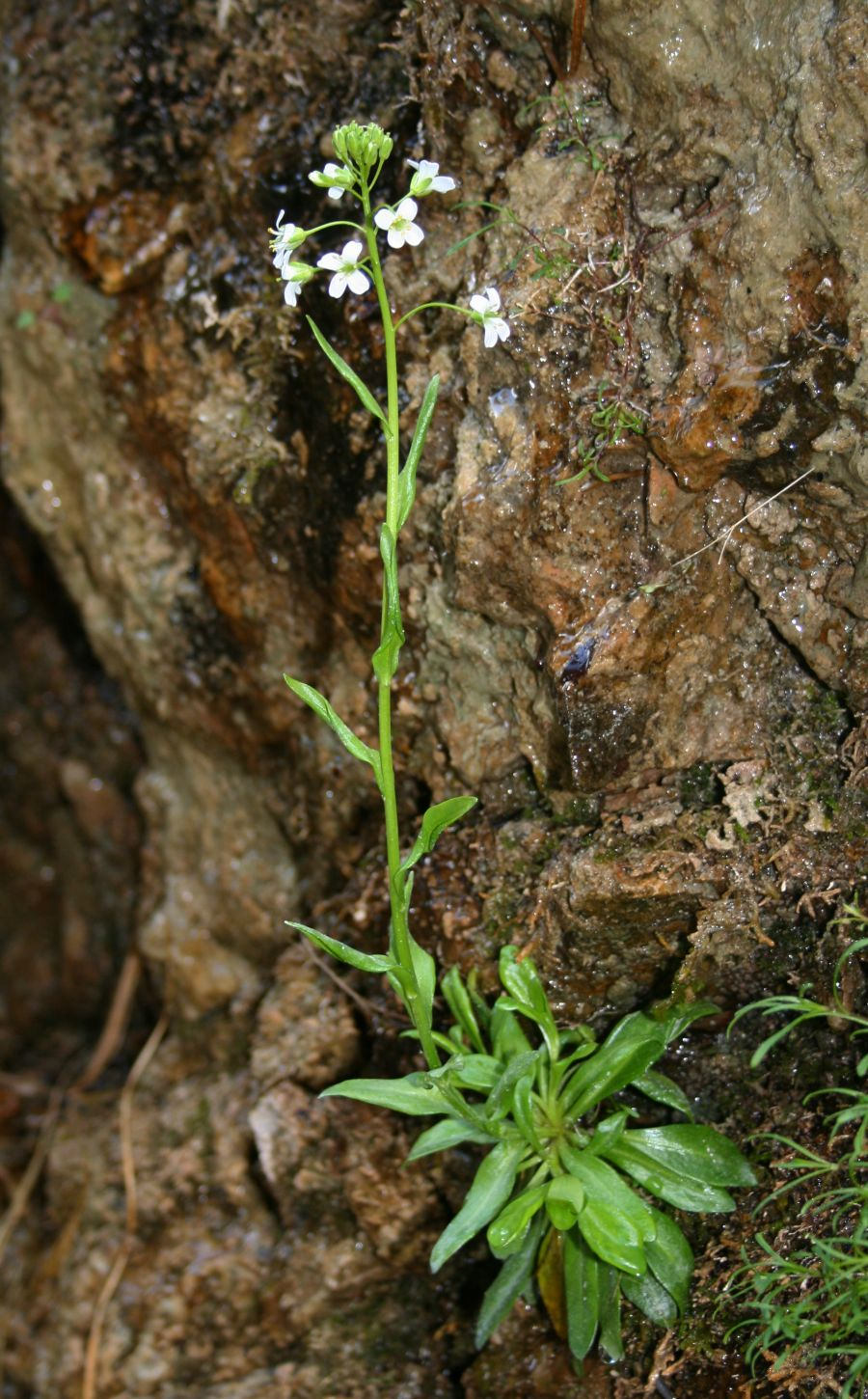
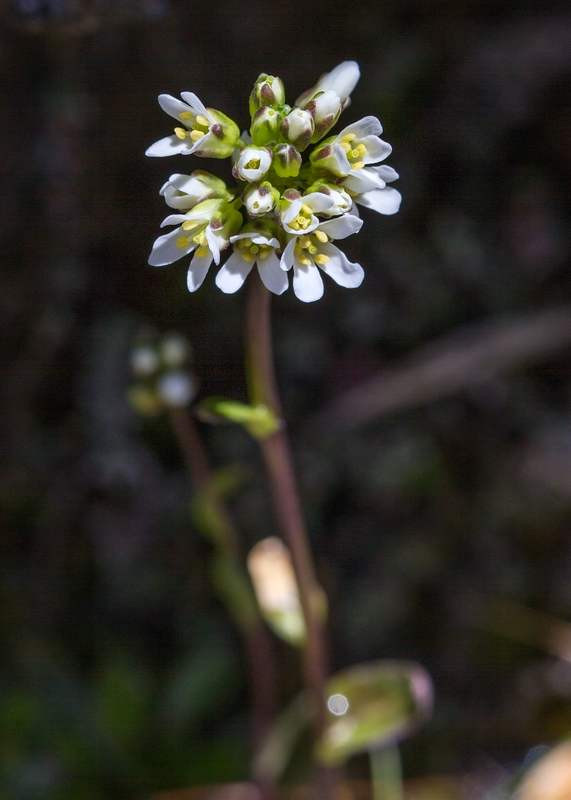
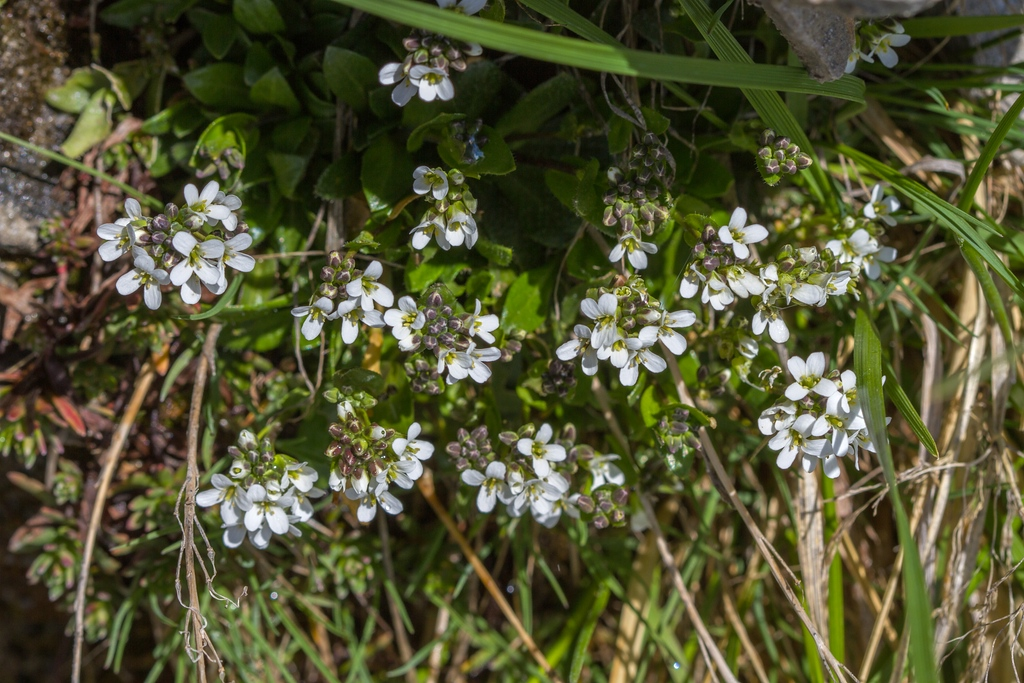